# Gisela Bentz
Gisela Bentz (* 17. Juli 1920 auf der Elbinsel Krautsand als Gisela Helmke; † 2. November 2011 in Achim (Landkreis Verden)) war eine deutsche Sportpädagogin, Hochschullehrerin und Sportfunktionärin.

## Leben
Helmke (den Nachnamen Bentz trug sie nach ihrer Hochzeit mit dem Pädagogen Jürgen Bentz im Jahr 1949) kam auf der Elbinsel Krautsand zur Welt, wo ihr Vater als Lehrer tätig war. Ab 1923 wuchs sie im Bremer Stadtteil Hemelingen auf. Sie übte als Jugendliche beim TV Hemelingen (Vorgängerverein des SV Hemelingen) die Sportarten Geräteturnen, Faustball sowie Volleyball aus und brachte sich als Jugendwartin in die Vereinsarbeit ein. Zwischen 1947 und 1966 war Bentz zudem ehrenamtlich beim Turnverband des Bundeslandes Bremen als Landesjugendwartin tätig. Beim SV Hemelingen fungierte sie als Übungsleiterin, unter anderem im Bereich Frauengymnastik (1960 bis 2009) und Volkstanz (1947 bis 1956).
Im Anschluss an ihr Studium hatte sie von 1942 bis 1949 eine Stelle als Turnlehrerin am Bremer Mädchengymnasium an der Kleinen Helle inne. Zusätzlich nahm sie ab 1947 an der neugegründeten Pädagogischen Hochschule Bremen einen Lehrauftrag im Fach Leibeserziehung wahr. 1951 trat sie an der Pädagogischen Hochschule eine hauptamtliche Stelle an, 1961 wurde sie Professorin. 1971 wurde die Hochschule in die Universität Bremen überführt, Bentz hatte dort eine Professur für Sportwissenschaft inne, 1977 schied sie aus dem Hochschuldienst.
Bentz’ Schwerpunktthemen in Forschung und Praxis waren der Frauensport sowie der Breiten- und Freizeitsport. Sie leitete von 1980 bis 1990 den Spieltreff im Bremer Bürgerpark. Neben ihren ehrenamtlichen Tätigkeiten im Bremer Sport brachte sich Bentz auch bundesweit ein: Zwischen 1948 und 1962 saß sie im Kleinen Jugendausschuss der Turnerjugend im Deutschen Turner-Bund (DTB), war von 1962 bis 1964 Mitglied im DTB-Kunstturnerinnenausschuss, von 1950 bis 1966 im „Arbeitsausschuss Deutsche Sportjugend“ sowie im „Mädelausschuss“ der Deutschen Sportjugend, von 1951 bis 1954 war sie im Arbeitsausschuss für die Mädchenarbeit im deutschen Sport vertreten, von 1958 bis 1961 hatte Bentz das Amt der Bundesjugendwartin des Deutschen Turner-Bundes inne und war an der Gestaltung der Olympia-Jugendfahrten in den Jahren 1960 und 1964 sowie das Jugendlagers 1972 beteiligt. Sie wirkte von 1960 bis 1970 beim Deutschen Sportbund (DSB) im Arbeitskreis „Zweiter Weg“ mit, gehörte zwischen 1974 und 1978 dem DSB-Bundesausschuss für Wissenschaft und Bildung an, bekleidete von 1976 bis 1986 das Amt der stellvertretenden Vorsitzenden des DSB-Bundesausschusses für Frauensport. Im Zeitraum 1974 bis 1984 war sie darüber hinaus Vorsitzende der Abteilung Breiten- und Freizeitsport im Landessportbund Bremen und von 1984 bis 1990 stellvertretende Vorsitzende des Landessportbundes. Von 1948 bis zu ihrem Ableben nahm sie an sämtlichen Deutschen Turnfesten teil.
1972 brachte sie mit Gudrun Manns das Buch „Trimm Dich am Feierabend“ heraus, 1978 veröffentlichte sie den Aufsatz „Soziale Stellung der Frau und ihr Einfluss auf die Sportbetätigung unter besonderer Berücksichtigung der Überwindung der Distanz von Arbeiterinnen zum Sport“. Sie war zudem am 1984 erschienenen Buch „Bewegung. Entwicklungen in der Turnerjugend 1921–1934 und 1947–1962“ beteiligt. Bentz gehörte zu den Verfassern des 1991 veröffentlichten Buches „Sport in Bremen und Bremerhaven“. 1999 trug sie zum Werk „Illustrierte Geschichte von Turnen und Sport im Land Bremen“ den Aufsatz „Über 100 Jahre Frauenturnen und -sport in Bremen“ bei. 2001 legte sie im Aufsatz „Es war nicht immer einfach…“ die Rolle von Frauen in 50 Jahren Deutscher Sportbund dar.
Für ihre Tätigkeit im Sport wurde Bentz unter anderem mit dem Bundesverdienstkreuz, der Ludwig-Wolker-Plakette, dem Alice-Profé-Preis, der Plakette des Senats der Freien Hansestadt Bremen, der Jahn-Plakette des Deutschen Turner-Bundes, dem Ehrendiskus der Deutschen Sportjugend sowie der Ehrennadel des Landessportbundes Bremen ausgezeichnet. Im Nachruf des Deutschen Olympischen Sportbundes anlässlich ihres Todes wurde Bentz als „eine prägende Persönlichkeit und eine Pionierin des Sports in Deutschland nach dem 2. Weltkrieg“ bezeichnet.